# Себастьян Андерссон
Себастьян Андерссон (швед. Sebastian Andersson; 15 липня 1991, Енгельгольм) — шведський футболіст, нападник німецького «Нюрнберга».

## Клубна кар'єра
Вихованець юнацьких команд Енгельгольм ФФ та «Гельсінгборг».
У 2010 повернувся до свого рідного клубу Енгельгольм ФФ. Наступного сезону його клуб посів третємісце в чемпіонаті. У результаті Себастьян уклав контракт з клубом Аллсвенскан «Кальмар» у складі якого він провів наступні два сезони.
1 серпня 2014 року Андерссон приєднався до столичного клубу «Юргорден». Після двох сезонів за «Юргорден» нападник був проданий до команди «Норрчепінг».
31 серпня 2017 в останній день трансферного вікна, швед підписав трирічний контракт з клубом із Другої Бундесліги «Кайзерслаутерн».
У червні 2018, Себастьян, як вільний агент перейшов до іншого німецького клубу «Уніон» (Берлін) та уклав з ним дворічний контракт.
15 вересня 2020 швед перейшов до іншого німецького клубу «Кельн» підписавши з ним контракт до 2023 року. Для нової команди цей трансфер обійшовся в €6 мільйонів євро. 19 вересня 2020 Андерссон забив гол у дебютній грі поступившись 2–3 «Гоффенгайму».

## Виступи за збірні
15 листопада 2011 Себастьян провів один матч в основному складі молодіжної збірної Швеції проти однолітків з Мальти.
У складі національної збірної Швеції першу гру зіграв у товариському матчі проти збірної Кот-д'Івуару. Перші два голи за Швецію Андерссон забив у переможному матчі 6–0 проти збірної Словаччини.
Свій перший гол в офіційних матчах Себастьян забив 18 листопада 2019 у кваліфікаційному відборі до Євро-2020 в переможній грі 3–0 проти збірної Фарерських островів.

## Статистика виступів

### Статистика виступів за збірну
Станом на 18 листопада 2019
| Дата       | Місто       | Господарі | Результат | Гості             | Турнір                               | Голи | Примітки |
| ---------- | ----------- | --------- | --------- | ----------------- | ------------------------------------ | ---- | -------- |
| 08-01-2017 | Абу-Дабі    | Швеція    | 1 – 2     | Кот-д'Івуар       | товариський матч                     | -    |          |
| 12-01-2017 | Абу-Дабі    | Швеція    | 6 – 0     | Словаччина        | товариський матч                     | 2    | 85'      |
| 11-10-2018 | Калінінград | Росія     | 0 – 0     | Швеція            | Ліга націй УЄФА 2018-2019 - 1-й етап | -    | 82'      |
| 16-10-2018 | Стокгольм   | Швеція    | 1 – 1     | Словаччина        | товариський матч                     | -    | 66'      |
| 26-03-2019 | Осло        | Норвегія  | 3 – 3     | Швеція            | Відбір до ЧЄ 2020                    | -    | 90+6'    |
| 08-09-2019 | Стокгольм   | Швеція    | 1 – 1     | Норвегія          | Відбір до ЧЄ 2020                    | -    | 77'      |
| 12-10-2019 | Стокгольм   | Мальта    | 0 – 4     | Швеція            | Відбір до ЧЄ 2020                    | -    | 79'      |
| 15-10-2019 | Стокгольм   | Швеція    | 1 – 1     | Іспанія           | Відбір до ЧЄ 2020                    | -    | 90+3'    |
| 18-11-2019 | Стокгольм   | Швеція    | 3 – 0     | Фарерські острови | Відбір до ЧЄ 2020                    | 1    | 65'      |
| Усього     |             | Матчів    | 9         |                   | Голів                                | 3    |          |